# Nguyễn Thục Quyên
Nguyễn Thục Quyên là nữ giáo sư-tiến sĩ, người Mỹ gốc Việt. Hiện cô đang tham gia giảng dạy và nghiên cứu tại Đại học California tại Santa Barbara (University of California, Santa Barbara- UCSB). Cô là một trong bốn nhà khoa học gốc Việt có tên trong danh sách những nhà khoa học ảnh hưởng nhất thế giới do Thomson Reuters (một tổ chức theo dõi và công bố thông tin tri thức về chuyên gia nghề nghiệp toàn cầu) công bố năm 2015.

## Sự nghiệp
Nguyễn Thục Quyên sinh 1970 tại Ban Mê Thuột. Năm 1991, cô theo gia đình sang Hoa Kỳ. Do ở Việt Nam Thục Quyên học trường làng, nên phương tiện thiếu thốn. Vì vậy khi mới đến Hoa Kỳ, vốn tiếng Anh của cô hầu như bằng không. Cô và gia đình gặp nhiều khó khăn trong giao tiếp và bị khinh thường. Thục Quyên đã quyết tâm học tiếng Anh thật nhanh khi cô đăng ký học cùng lúc 3 trường trung học ở 3 thành phố cùng một lúc, với thời khóa biểu kín cả sáng, chiều, tối. Những sự hiểu lầm trong giao tiếp hay việc bị đối xử bất công, khiếm nhã càng là động lực thôi thúc bà ráng cố gắng học để thay đổi cuộc đời.
Tháng 9 năm 1993, Nguyễn Thục Quyên xin học ở Đại học Santa Monica, nhưng do tiếng Anh không tốt, cô không được nhận học. Thục Quyên đã năn nỉ xin nhà trường cho cô học thử 1 học kỳ. Cô đã lao vào học cả ngày lẫn đêm tại trường và trung tâm dạy tiếng Anh miễn phí cho sinh viên. Sau 1 năm, Thục Quyên đã được nhận vào học chính thức. Vừa đi học, Thục Quyên vừa làm thêm trong thư viện của trường từ 5 giờ chiều đến 10 giờ tối tất cả các ngày trong tuần. Cô phải vay thêm tiền của chính phủ (Education Loan) để trang trải chi phí cho việc học.
Năm 1995, Thục Quyên chuyển lên Đại học California tại Los Angeles (UCLA). Thời gian 2 năm cuối đại học, cô làm thêm ở phòng thí nghiệm của sinh vật và được giao công việc chính là... rửa cốc chén trong thí nghiệm. Khi tiếp xúc với các nghiên cứu, Thục Quyên cảm thấy yêu thích công việc nên xin được cùng làm những thí nghiệm với các sinh viên tại phòng thí nghiệm. Nhưng cô không được chấp thuận vì tiếng Anh quá kém. Bị xem thường nên cô càng quyết tâm cố gắng nhiều hơn.
Năm 1997, Nguyễn Thục Quyên tốt nghiệp đại học. Cô nộp đơn xin học cao học. Chỉ trong vòng 1 năm sau, cô đã có bằng cao học (Thạc sĩ) ngành Hóa lý (1998). Không dừng tại đó, cô quyết định học tiếp để lấy bằng Tiến sĩ. Năm cuối của chương trình Tiến sĩ, Nguyễn Thục Quyên là 1 trong 7 nghiên cứu sinh xuất sắc nhất được trao học bổng. Tháng 6 năm 2001, Nguyễn Thục Quyên nhận bằng Tiến sĩ cùng giải thưởng xuất sắc của phân ngành Hóa lý. Có thông tin cho biết cô tốt nghiệp Tiến sĩ Y khoa từ Trường Y khoa Đại học Washington và Cử nhân trong Tâm lý học/Sinh học tại Đại học Nam California. Cô được mời cộng tác nghiên cứu cùng 2 giáo sư tên tuổi Louis Brus và Colin Nuckolls trong 3 năm. Cô cũng hợp tác với các nhà khoa học của IBM về công nghệ nano.
Năm 2004, Thục Quyên là Phó Giáo sư cấp 1 trên 2 (assistant professor) khoa Hóa sinh của trường UCSB. Cô hợp tác với bạn trai là giáo sư Guillermo Bazan cùng chuyên ngành ở trường UCSB. Năm 2011, Nguyễn Thục Quyên được phong hàm Giáo sư.
Nguyễn Thục Quyên đã về Việt Nam nhiều lần. Vào các năm 1999, 2004, 2005, 2006 và 2008, cô về quê hương để thăm gia đình hoặc tham dự các hội thảo khoa học.
Ngoài tiếng Anh, cô còn nói trôi chảy tiếng Việt.

## Nghiên cứu
Giáo sư Nguyễn Thục Quyên hiện là giảng viên khoa hóa sinh của Đại học California tại Santa Barbara.
Cô chuyên nghiên cứu về các dụng cụ điện tử hữu cơ như quang điện, led, về pin năng lượng mặt trời bằng chất liệu nhựa dẫn điện (plastic solar cells).

## Giải thưởng
- Năm 2005, cô đạt "Giải thưởng nghiên cứu trẻ Hoa Kỳ".[5]
- Năm 2006, cô đạt "Giải sự nghiệp nghiên cứu khoa học quốc gia".[5]
- Năm 2000, được trao hai giải thưởng quốc tế "Graduate Student Award" - giải thưởng quốc tế dành cho những nhà khoa học trẻ tuổi gồm: giải Graduate Student Award của Mỹ và giải Outstanding Innovative Research Award của Áo.[5]
- Năm 2008, Nguyễn Thục Quyên đạt "Giải Harold Plous Award" của Đại học California tại Santa Barbara cho "công trình nghiên cứu vật liệu quang điện hữu cơ". Cô là giáo sư ngành Hóa - Sinh đầu tiên giành được giải thưởng sau 17 năm.[6]
- Năm 2009, cô đạt Học bổng "Nghiên cứu viên của Quỹ Alfred Sloan" (Alfred P. Sloan Foundation Research Fellow), trường Đại học California.[7][8]
- Năm 2015, cô được Thomson Reuters xếp tên trong danh sách những nhà khoa học gây ảnh hưởng nhất trên thế giới.[9]

## Câu nói
- "… Hãy tin vào bản thân mình và khi bạn có ước mơ, hãy biến nó thành sự thật, đừng để mọi người làm bạn thay đổi ý định đó. Và đặc biệt, đổ lỗi cho người khác sẽ không bao giờ giúp mình tiến lên được…"

- "… Tôi nhận thấy người Việt mình thông minh và chịu khó không kém người nước khác. Tôi tin là trong tương lai sẽ có người Việt Nam đoạt giải Nobel. Về ngành nào thì khó có thể đoán trước được…... Đó là người Việt Nam mình cũng có thể ngang hàng với những nhà khoa học nước ngoài. Tôi rất hãnh diện là người Việt Nam."